# کورتزانا
کورتزانا (به ایتالیایی: Correzzana) یک کومونه در ایتالیا است که در استان مونتزا و بریانتزا واقع شده‌است.

## خصوصیات
کورتزانا ۲٫۵ کیلومترمربع مساحت و ۲٬۱۰۰ نفر جمعیت دارد و ۲۵۰ متر بالاتر از سطح دریا واقع شده‌است.